# Blonde vezelkop
De blonde vezelkop (Inocybe sindonia) is een paddenstoel uit de familie Inocybaceae. Hij is te vinden
bij loof- en naaldbomen op kalkrijke grond, zoals den, spar, beuk, eik, berk en linde. Hij verschijnt gewoonlijk pas vanaf de tweede helft van september en is daarmee een van de laatst verschijnende Inocybes van het jaar.

## Kenmerken

### Uiterlijke kenmerken
Hoed
De hoed heeft een diameter van 15 tot 45 mm. De vorm is halfbolvormig tot convex, later ondiep conisch convex, vlak of met omhoog gekrulde rand. Volwassen exemplaren hebben een kleine umbo. De kleur is wit, crème, beige, lichtbruin. De structuur is glad of iets radiaal vezelig. De hoedrand is niet gebarsten.
Lamellen
De lamellen zijn opstijgend en smal aangehecht. De kleur is wittig en later bruinig grijs.
Steel
De steel is 10 tot 40 mm lang. De dikte is 2 tot 5 mm. De steel is 1,5 keer langer dan de hoed breed is. Hij is van gelijke dikte of iets verbreed naar de voet toe. De bovenste helft fijn bepoederd. De kleur is hetzelfde als de hoed. De caulocystidia die de steel bedekken laten het er ijzig uitzien.
Geur en smaak
Het vlees is wit, licht crème, roze of lichtoranje aan de bovenkant van de steel. De smaak is mild en licht zuur, met een melige geur (vooral bij gedroogde vruchtlichamen).

### Microscopische kenmerken
De sporen zijn glad, smal en bruin van kleur. De vorm is (sub)amandelvormig met subconische tot stompe top. De sporenmaat is 7,5 tot 10,0 × 4,5 tot 5,5 (G. Kibby 2023) µm en gemiddeld 7,8 tot 9,0 × 4,5 tot 5,2 µm. De basidia zijn 4-sporig, soms ook 2-sporig en meten 26 tot 34 × 7 tot 10 µm. De cystidia hebben meestal een lange hals en de wanden reageren positief met kaliumhydroxide (KOH of ammonia). Caulocystidia met of zonder kristallen, verschijnen over de hele lengte van de steel en meten 60–85 × 8–15 µm. De pleurocystidia zijn lang en smal en meten (53) 54 tot 94 (108) × (10) 11 tot 18 µm. Van de pleurocystia is een minderheid subflesvormig, maar nooit echt 100% flesvormig.

## Verspreiding
De blonde vezelkop komt voor in Europa, Noord-Amerika, maar er zijn ook enkele waarnemingen bekend uit Azië (Rusland), Zuid-Amerika (Chili) en Oceanië (Australië en Nieuw-Zeeland). In Nederland komt hij algemeen voor. Hij staat niet op de rode lijst.

## Foto's

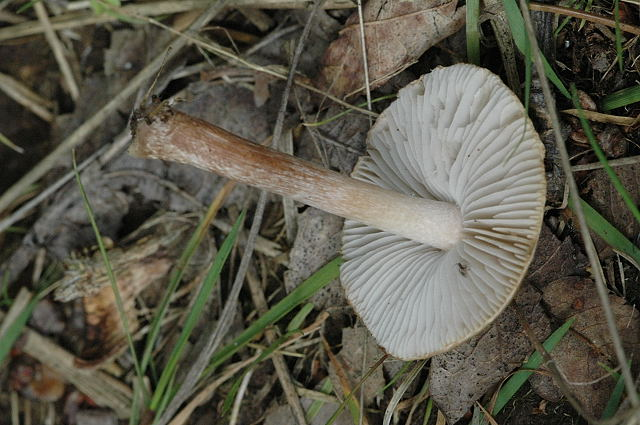
Lamellen
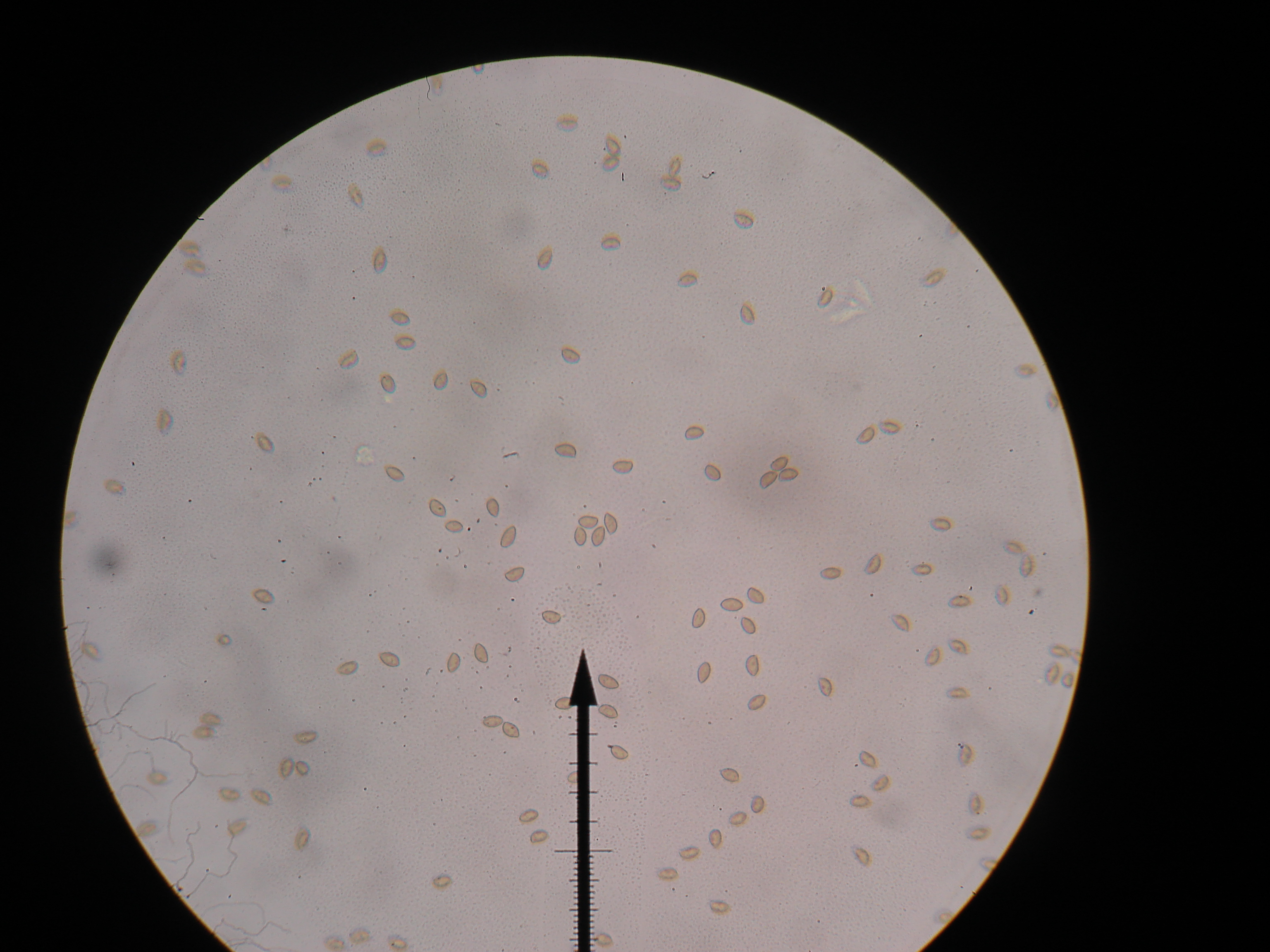
Sporen
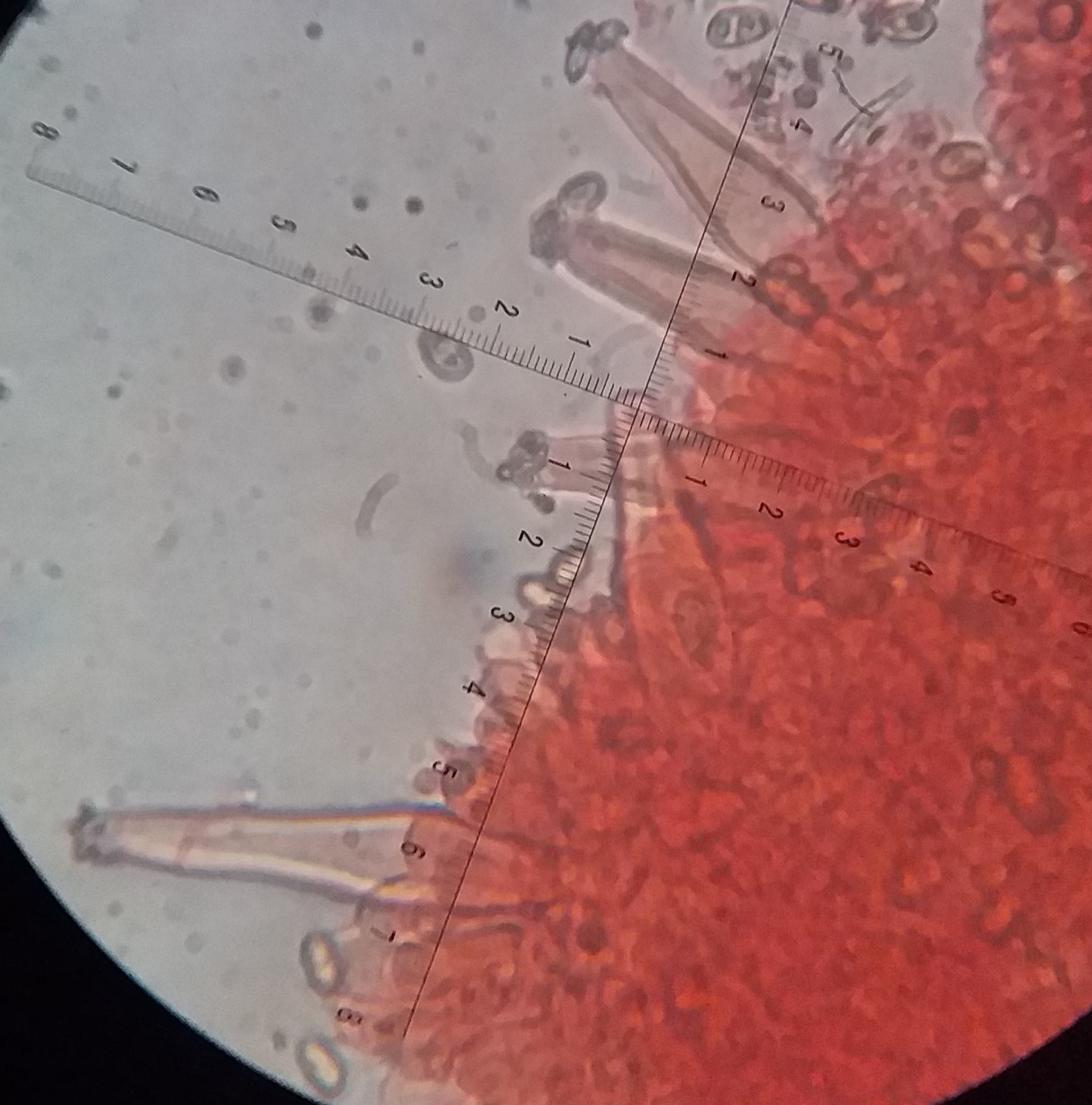
Cystidia